# Фреда, Риккардо
Риккардо Фреда (итал. Riccardo Freda, 24 февраля 1909 — 20 декабря 1999) — итальянский режиссёр, сценарист, продюсер и актёр. Известен работой над фильмами ужасов, хотя также работал в направлении приключенческих и полицейских фильмов, триллеров и вестернов. Создал множество атмосферных фильмов ужасов, а его ранние фильмы многие любители итальянских фильмов ужасов отмечают как главные примеры прекраснейших режиссёрских достижений в жанре.

## Биография
Риккардо Фреда родился 24 февраля 1909 года в Александрии. С самого детства увлекался кинематографом. В 1935 году Фреда перебирается в Рим и начинает посещать только что открывшуюся студию кинематографистов Чинечитта. В 1942 году он снимает свой дебютный фильм «Дон Сезар де Базан», к которому также написал сценарий. Одновременно Фреда продолжает своё обучение в Чинечитта, после окончания которой создаёт фильмы «Спартак», «Теодора, императрица Бизанцио» и «Палач из ада». В 1957 году выходит первый его фильм ужасов, получивший название «Вампиры». Фильм был снят всего за 12 дней на студии Чинечитта, однако в Италии фильм не достиг большой популярности, чего не скажешь о Франции, США и Великобритании. Кроме того в создании фильма участвовал известный кинодеятель Марио Бава, который предстал в роли оператора и мастера по спецэффектам.
В 1959 году выходит совместный с Марио Бава (он же выступил оператором) фильм «Калтики, бессмертный монстр». В этом же году в формате приключенческого фильма на экраны вышел «Хаджи Мурад — белый Дьявол». В главной роли снялся Стив Ривз, а сам фильм был насыщен действием и разннобразными костюмами. В 1961 году был снят «Мацист в аду» — мифологическая интерпретация с элементами готического хоррора. Сюжетно фильм повествует о Мацисте, спасшем от сожжения на костре женщину, которую местные жители признали ведьмой. В дальнейшем Мацист должен отправиться в ад и отыскать там могущественную ведьму — предка спасённой женщины, и снять с её потомка ведьминское проклятье. Действие фильма происходит в Шотландии, в 1600-х годах. В 1962 году последовала «Ужасная тайна доктора Хичкока» с актёрами Барбарой Стил и Робертом Флемингом. Фильм подвергся цензуре и был сильно урезан, однако некоторые считают данный фильм одной из лучших ранних работ Фреда. В основе сюжета фильма лежала история о борьбе врача со своей страстью к половому сношению с трупами. В 1965 году вышел фильм «Агент Коплан — супершпион», выдержанный в стилистике шпионского триллера и основанный на популярных историях о Джеймсе Бонде. Некоторые считают его одним из лучших в жанре.
В 1969 году Фреда обращается к жанру джалло, сняв фильм «Двуликий» с Клаусом Кински в главной роли. Фильм повествует о любви мужчины к женщине, которая является лесбиянкой. Впоследствии она гибнет в автокатастрофе, но через некоторое время мужчина, ввиду открывшихся новых обстоятельств, сомневается в её смерти и намерён узнать всю правду. В 1971 году выходит «Игуана с огненным языком» — также джалло. Фильм наполнен атмосферой мрака и порока. В 1980 году следует фильм ужасов «Убийственное безумие», по мнению некоторых являющийся лучшим фильмом Фреда.
Впоследствии Фреда самовольно прекратил заниматься кинематографом:

Я счастлив, что ушёл из кино. Почему? Да потому, что я всегда ненавидел актёров. Мне совершенно наплевать, смотрит ли теперь кто-нибудь мои фильмы или нет. Единственное приятное воспоминание, которое у меня осталось — это интервью со мной, напечатаное в «Нью-Йорк Таймс». Целая полоса интервью в самой известной в мире газете! Небывалая вещь!.
Риккардо Фреда умер 20 декабря 1999 года в Риме в возрасте 90 лет.

## Фильмография
| Год  | Русское наименование                                      | Оригинальное наименование                                            | Кто                                                             |
| ---- | --------------------------------------------------------- | -------------------------------------------------------------------- | --------------------------------------------------------------- |
| 1994 | Дочь д'Артаньяна                                          | La Fille de d’Artagnan                                               | идея сценария                                                   |
| 1989 | Круг по манежу                                            | Un tour de manège                                                    | Актёр (Ricardo, le réalisateur)                                 |
| 1981 | Убийственное безумие                                      | Murder Obsession (Follia Omicida)                                    | Режиссёр, сценарист                                             |
| 1979 |                                                           | Superhuman                                                           | Режиссёр                                                        |
| 1972 | Трагическая история, случившаяся на вилле леди Александры | Estratto dagli archivi segreti della polizia di una capitale europea | Режиссёр                                                        |
| 1971 | Игуана с огненным языком                                  | L’Iguana dalla lingua di fuoco                                       | Режиссёр, сценарист, актёр (Physician, в титрах не указан)      |
| 1970 |                                                           | La Salamandra del deserto                                            | Режиссёр, сценарист                                             |
| 1969 | Двуликий Двойное лицо                                     | A doppia faccia                                                      | Режиссёр, сценарист                                             |
| 1967 |                                                           | La Morte non conta i dollari                                         | Режиссёр, сценарист                                             |
| 1967 |                                                           | Genoveva de Brabante                                                 | Сценарист                                                       |
| 1967 |                                                           | Coplan ouvre le feu à Mexico                                         | Режиссёр                                                        |
| 1966 |                                                           | Roger la Honte                                                       | Режиссёр                                                        |
| 1965 | Агент Коплан — супершпион                                 | Coplan FX 18 casse tout                                              | Режиссёр                                                        |
| 1965 | Две сиротки                                               | Les Deux orphelines                                                  | Режиссёр, сценарист                                             |
| 1964 | Ромео и Джульетта                                         | Giulietta e Romeo                                                    | Режиссёр, сценарист                                             |
| 1963 | Призрак                                                   | Lo Spettro                                                           | Режиссёр, сценарист                                             |
| 1963 | Великолепный авантюрист                                   | Il Magnifico avventuriero                                            | Режиссёр                                                        |
| 1963 | Золото для Цезарей                                        | Oro per i Cesari                                                     | Режиссёр                                                        |
| 1962 | Семь шпаг мстителя                                        | Le Sette spade del vendicatore                                       | Режиссёр                                                        |
| 1962 | Ужасная тайна доктора Хичкока                             | L’Orribile segreto del Dr. Hichcock                                  | Режиссёр                                                        |
| 1962 | Подвиги Геракла: Битва в аду                              | Maciste all’inferno                                                  | Режиссёр                                                        |
| 1961 |                                                           | Caccia all’uomo                                                      | Режиссёр                                                        |
| 1961 | Мацист в аду                                              | Maciste alla corte del Gran Khan                                     | Режиссёр                                                        |
| 1961 | Монголы                                                   | I Mongoli                                                            | Сорежиссёр                                                      |
| 1960 | Аргонавты: В поисках золотого руна                        | I Giganti della Tessaglia                                            | Режиссёр, сценарист                                             |
| 1959 | Хаджи-Мурат — Белый Дьявол                                | Agi Murad il diavolo bianco                                          | Режиссёр                                                        |
| 1959 | Калтики, бессмертный монстр                               | Caltiki — il mostro immortale                                        | Режиссёр                                                        |
| 1959 |                                                           | Nel segno di Roma                                                    | Режиссёр                                                        |
| 1957 | Засада в Танжере                                          | Agguato a Tangeri                                                    | Режиссёр, сценарист                                             |
| 1957 | Вампиры                                                   | I Vampiri                                                            | Режиссёр, сценарист, актёр (Autopsy doctor, в титрах не указан) |
| 1956 | Беатриче Ченчи                                            | Beatrice Cenci                                                       | Режиссёр, сценарист                                             |
| 1955 |                                                           | Da qui all’eredità                                                   | Режиссёр, сценарист                                             |
| 1954 | Феодора                                                   | Teodora, imperatrice di Bisanzio                                     | Режиссёр, сценарист                                             |
| 1953 | Спартак                                                   | Spartaco                                                             | Режиссёр                                                        |
| 1952 | Легенда Пьяве                                             | La Leggenda del piave                                                | Режиссёр, сценарист                                             |
| 1951 |                                                           | Vedi Napoli e poi muori                                              | Режиссёр                                                        |
| 1951 | Месть чёрного орла                                        | La Vendetta di Aquila Nera                                           | Режиссёр, сценарист                                             |
| 1951 | Измена                                                    | Il Tradimento                                                        | Режиссёр, сценарист                                             |
| 1949 |                                                           | O Caçula do Barulho                                                  | Режиссёр, сценарист                                             |
| 1949 |                                                           | Il Conte Ugolino                                                     | Режиссёр, продюсер                                              |
| 1949 | Сын д’Артаньяна                                           | Il Figlio di d’Artagnan                                              | Режиссёр, сценарист                                             |
| 1948 |                                                           | Guarany                                                              | Режиссёр                                                        |
| 1948 | Таинственный рыцарь                                       | Il Cavaliere misterioso                                              | Режиссёр, сценарист                                             |
| 1948 | Отверженные                                               | I Miserabili                                                         | Режиссёр, сценарист                                             |
| 1946 | Чёрный орёл                                               | Aquila nera                                                          | Режиссёр, сценарист                                             |
| 1945 |                                                           | L’Abito nero da sposa                                                | Сценарист                                                       |
| 1945 |                                                           | Non canto più                                                        | Режиссёр, сценарист                                             |
| 1945 |                                                           | Tutta la città canta                                                 | Режиссёр, сценарист                                             |
| 1942 | Дон Сезар де Базан                                        | Don Cesare di Bazan                                                  | Режиссёр, продюсер, сценарист                                   |
| 1941 |                                                           | Notte di fortuna                                                     | Сценарист                                                       |
| 1941 |                                                           | L’Avventuriera del piano di sopra                                    | Сценарист                                                       |
| 1941 | Закат                                                     | Sundown                                                              | Актёр (Пилот, в титрах не указан)                               |
| 1941 | Проклятый художник                                        | Caravaggio, il pittore maledetto                                     | Сценарист                                                       |
| 1940 |                                                           | Cento lettere d’amore                                                | Сценарист                                                       |
| 1940 |                                                           | La Granduchessa si diverte                                           | Сценарист                                                       |
| 1939 |                                                           | In campagna è caduta una stella                                      | Сценарист                                                       |
| 1939 |                                                           | Piccoli naufraghi                                                    | Сценарист, актёр (Il maestro)                                   |
| 1939 |                                                           | Il Cavaliere di San Marco                                            | Сценарист                                                       |
| 1939 |                                                           | La Voce senza volto                                                  | Сценарист                                                       |
| 1939 |                                                           | Il Barone di Corbò                                                   | Сценарист                                                       |
| 1937 |                                                           | Lasciate ogni speranza                                               | Сценарист                                                       |